# Gunnar Nybrant
Gunnar Levi Nybrant, född 1 mars 1910 i Tranemo, Älvsborgs län, död 3 juli 1991, var en svensk hydrolog och meteorolog. 
Efter studentexamen i Borås 1929 blev Nybrant filosofie kandidat vid Uppsala universitet 1933, filosofie magister 1934 och filosofie licentiat 1938. Han blev extra ordinarie amanuens vid Uppsala universitets meteorologiska institution 1932, var förste amanuens där 1934–37, assistent 1937–39, assistent vid Lantbrukshögskolan 1934–37, hydrograf vid SMHA 1939, förste statshydrolog 1948 och byråchef 1957. 
Nybrant var sakkunnig angående isproblem i Norge 1948 och 1958, i Kanada 1955, svensk delegat i Meteorologiska världsorganisationens kommission för hydrologisk-meteorologiska frågor, medlem av expertkommissionen för rådgivare vid atomolyckor samt ledamot av Svenska nationalkommittén för geodesi och geofysik. Han skrev ett flertal skrifter i meteorologi, hydrologi och seismologi samt invaldes 1974 som ledamot av Kungliga Vetenskapsakademien.